# اویونکس
شهر اویونکس (به فرانسوی: Oyonnax) در شهرستان ان (فرانسه) در ناحیه رون-آلپ با جمعیت ۲۳٬۶۱۸ نفر در کشور فرانسه واقع شده است